# La Libertad (Negros Oriental)
La Libertad is een gemeente in de Filipijnse provincie Negros Oriental. Bij de laatste census in 2007 had de gemeente ruim 37 duizend inwoners.

## Geografie

### Bestuurlijke indeling
La Libertad is onderverdeeld in de volgende 29 barangays:
| - Aniniaw - Aya - Bagtic - Biga-a - Busilak - Cangabo - Cantupa - Eli - Guihob - Kansumandig - Mambulod - Mandapaton - Manghulyawon - Manluminsag - Mapalasan | - Maragondong - Martilo - Nasungan - Pacuan - Pangca - Pisong - Pitogo - Poblacion North - Poblacion South - San Jose - Solongon - Tala-on - Talayong - Elecia |

## Demografie
La Libertad had bij de census van 2007 een inwoneraantal van 37.007 mensen. Dit zijn 1.885 mensen (5,4%) meer dan bij de vorige census van 2000. De gemiddelde jaarlijkse groei komt daarmee uit op 0,72%, hetgeen lager is dan het landelijk jaarlijks gemiddelde over deze periode (2,04%).